# Copa del Rey 2007/08
Die Copa del Rey 2007/08 ist die 104. Austragung des spanischen Fußballpokals.
Der Pokalwettbewerb startete am 29. August 2007 und endete am 16. April 2008 mit dem Finale im Estadio Vicente Calderón (Madrid).

## Modus
siehe Copa del Rey.
Die Copa del Rey wird in Runden ausgespielt. Gespielt wird in den ersten drei Runden nur in einem Spiel – bei Unentschieden wird mit Verlängerung, ggf. Elfmeterschießen eine Entscheidung gesucht. Ab der Runde der letzten 32 werden die Duelle in Hin- und Rückspiel ausgetragen. In der Copa del Rey gelten die gleichen Regeln wie bei europäischen Clubwettbewerben: Auswärtstore zählen mehr als Heimtore. Das Finale wird in einem Spiel ausgetragen, der Sieger bei Unentschieden durch Verlängerung bzw. Elfmeterschießen gesucht.
Einige Mannschaften sind von bestimmten Runden freigestellt:
- In der zweiten Hauptrunde stoßen die Mannschaften der Segunda División zu den Clubs der Segunda División B und Tercera División hinzu.
- In der dritten Hauptrunde spielen diese Teams die Gegner der Erstligisten aus.
- In der Runde der letzten 32 kommen die Mannschaften der Primera División hinzu.
- In der Copa del Rey wird u. a. mit Freilosen in den ersten Runden gearbeitet, um auf eine gerade Anzahl an Teilnehmern zu kommen.

Das Finale findet am 16. April im Vicente-Calderón-Stadion, in der spanischen Hauptstadt Madrid statt.

## Hauptrunde

### Erste Hauptrunde
In der ersten Hauptrunde treten 36 Mannschaften der Segunda División B bzw. Tercera División in den Wettbewerb ein, die sich in Vorausscheidungen qualifiziert haben.
Die Spiele wurden am 29. August 2007 ausgetragen.
|                           | Ergebnis        | !Liga                                       |
| ------------------------- | --------------- | ------------------------------------------- |
| FC Universidad Las Palmas | 2:0             | SS Reyes \|Segunda B vs Segunda B           |
| RSD Alcalá                | 1:5             | Pontevedra CF \|Tercera vs. Segunda B       |
| Caudal Deportivo          | 0:1             | CD San Isidro \|Tercera vs. Segunda B       |
| SD Noja                   | 1:2             | UB Conquense \|Tercera vs. Segunda B        |
| FC Barakaldo              | 1:1 (4:2 i. E.) | CD Mirandés \|Segunda B vs. Tercera         |
| SD Lemona                 | 1:2             | CF Palencia \|Segunda B vs. Segunda B       |
| Zalla UC                  | 1:3             | Real Unión \|Tercera vs. Segunda B          |
| Burgos CF                 | 2:1             | Haro Deportivo \|Segunda B vs. Tercera      |
| Utebo CF                  | 1:2             | CD Valle de Egüés \|Tercera vs. Tercera     |
| SD Huesca                 | 1:0             | Sestao River Club \|Segunda B vs. Segunda B |
| CD Dénia                  | 2:1             | CF Reus Deportiu \|Segunda B vs. Tercera    |
| SD Eivissa                | 0:2             | FC Alicante \|Segunda B vs. Segunda B       |
| Coruxo CF                 | 2:4             | CF Badalona \|Tercera vs. Segunda B         |
| Algeciras CF              | 1:0             | Mazarrón CF \|Tercera vs. Segunda B         |
| Granada Atlético FC       | 0:1             | FC Cartagena \|Tercera vs. Segunda B        |
| UD Puertollano            | 2:1             | CD Linares \|Segunda B vs. Segunda B        |
| Racing Club Portuense     | 4:1             | Jerez CF \|Segunda B vs. Tercera            |
| Lorca Deportiva           | 2:3             | Real Jaén \|Segunda B vs. Segunda B         |

### Zweite Hauptrunde
In der zweiten Runde kommen die Vereine aus der Segunda División hinzu.
Die Spiele wurden am 4. September / 5. September 2007 ausgetragen.
|                           | Ergebnis        | !Liga                                        |
| ------------------------- | --------------- | -------------------------------------------- |
| UD Las Palmas             | 1:0             | Real Sociedad \|Segunda vs Segunda           |
| FC Universidad Las Palmas | 0:1             | FC Alicante \|Segunda B vs. Segunda B        |
| CD Valle de Egüés         | 1:2             | Burgos CF \|Tercera vs. Segunda B            |
| CD Alcoyano               | 2:0             | UB Conquense \|Segunda B vs. Segunda B       |
| UD Puertollano            | 2:1             | CF Badalona \|Segunda B vs. Segunda B        |
| Pontevedra CF             | 1:0             | FC Cartagena \|Segunda B vs. Segunda B       |
| Real Jaén                 | 0:2             | Rayo Vallecano \|Segunda B vs. Segunda B     |
| CD San Isidro             | 2:5             | Racing Portuense \|Segunda B vs. Segunda B   |
| Algeciras CF              | 0:1             | CD Dénia \|Segunda B vs. Segunda B           |
| FC Talavera               | 2:1             | FC Barakaldo \|Segunda B vs. Segunda B       |
| CE l’Hospitalet           | 1:0             | SD Huesca \|Segunda B vs. Segunda B          |
| CF Palencia               | 0:0 (4:5 i. E.) | SD Ponferradina \|Segunda B vs. Segunda B    |
| Real Unión                | 3:0             | CF Badalona \|Segunda B vs. Segunda B        |
| FC Granada 74             | 1:0             | Sporting Gijón \|Segunda vs. Segunda         |
| Albacete Balompié         | 1:0             | CD Castellón \|Segunda vs. Segunda           |
| CD Teneriffa              | 1:0             | Polideportivo Ejido \|Segunda vs. Segunda    |
| Deportivo Xerez           | 3:1             | Racing de Ferrol \|Segunda vs. Segunda       |
| UD Salamanca              | 1:2             | FC Elche \|Segunda vs. Segunda               |
| FC Córdoba                | 2:3             | FC Cádiz \|Segunda vs. Segunda               |
| Deportivo Alavés          | 1:0             | Gimnàstic de Tarragona \|Segunda vs. Segunda |
| FC Málaga                 | 2:1             | Celta Vigo \|Segunda vs. Segunda             |
| Hércules Alicante         | 2:0             | CD Numancia \|Segunda vs. Segunda            |

### Dritte Hauptrunde
In der dritten Hauptrunde spielen die verbliebenen Teams die Gegner der Erstligisten aus.
Die Spiele wurden am 10. Oktober 2007 ausgetragen.
|                   | Ergebnis        | !Liga                                      |
| ----------------- | --------------- | ------------------------------------------ |
| Real Unión        | 2:1             | CE l’Hospitalet \|Segunda B vs Segunda B   |
| Burgos CF         | 2:0             | SD Ponferradina \|Segunda B vs. Segunda B  |
| CD Dénia          | 3:1             | Racing Portuense \|Segunda B vs. Segunda B |
| Pontevedra CF     | 2:0             | UD Puertollano \|Segunda B vs. Segunda B   |
| FC Talavera       | 0:2             | FC Alicante \|Segunda B vs. Segunda B      |
| CD Alcoyano       | 1:1 (5:3 i. E.) | Rayo Vallecano \|Segunda B vs. Segunda B   |
| FC Elche          | 2:1             | SD Eibar \|Segunda vs. Segunda             |
| FC Cádiz          | 2:3             | FC Granada 74 \|Segunda vs. Segunda        |
| Albacete Balompié | 0:2             | Deportivo Xerez \|Segunda vs. Segunda      |
| Hércules Alicante | 2:1             | Deportivo Alavés \|Segunda vs. Segunda     |
| CD Teneriffa      | 1:2             | FC Málaga \|Segunda vs. Segunda            |

### Runde der letzten 32
In dieser Runde kommen die Teams aus der Primera División hinzu.
Die Hinspiele wurden am 13. November 2007 und die Rückspiele am 2. Januar 2008 ausgetragen.
|                    | Gesamt |                     | Hinspiel | Rückspiel |
| ------------------ | ------ | ------------------- | -------- | --------- |
| Deportivo Xerez    | 1:2    | Recreativo Huelva   | 0:1      | 1:1       |
| UD Las Palmas      | 3:6    | FC Villarreal       | 2:4      | 1:2       |
| CD Dénia           | 4:5    | FC Sevilla          | 1:1      | 3:4       |
| CD Alcoyano        | 2:5    | FC Barcelona        | 0:3      | 2:2       |
| Pontevedra CF      | 2:3    | Real Saragossa      | 1:0      | 1:3       |
| FC Málaga          | 0:2    | Racing Santander    | 0:0      | 0:2       |
| FC Granada 74      | 2:3    | Atlético Madrid     | 1:2      | 1:1       |
| Real Valladolid    | 4:3    | Real Murcia         | 1:1      | 3:2       |
| FC Elche           | 1:4    | Betis Sevilla       | 1:1      | 0:3       |
| Real Unión         | 1:5    | FC Valencia         | 1:2      | 0:3       |
| Burgos CF          | 1:5    | FC Getafe           | 0:1      | 1:4       |
| UD Levante         | 3:2    | UD Almería          | 2:1      | 1:1       |
| Hércules Alicante  | 2:4    | Athletic Bilbao     | 2:2      | 0:2       |
| Espanyol Barcelona | 3:2    | Deportivo La Coruña | 1:1      | 2:1       |
| CA Osasuna         | 2:4    | RCD Mallorca        | 2:0      | 0:4       |
| FC Alicante        | 2:3    | Real Madrid         | 1:1      | 1:2       |

### Achtelfinale
Die Hinspiele wurden am 9. Januar 2008 und die Rückspiele am 16. Januar 2008 ausgetragen.
|                   | Gesamt          |                    | Hinspiel | Rückspiel |
| ----------------- | --------------- | ------------------ | -------- | --------- |
| Recreativo Huelva | 1:2             | FC Villarreal      | 1:0      | 0:2       |
| FC Sevilla        | (a)1:1(a)       | FC Barcelona       | 1:1      | 0:0       |
| Betis Sevilla     | 2:4             | FC Valencia        | 1:2      | 1:2       |
| Atlético Madrid   | (a)1:1(a)       | Real Valladolid    | 0:0      | 1:1       |
| FC Getafe         | 4:0             | UD Levante         | 3:0      | 1:0       |
| RCD Mallorca      | 3:1             | Real Madrid        | 2:1      | 1:0       |
| Real Saragossa    | 3:5             | Racing Santander   | 1:1      | 2:4       |
| Athletic Bilbao   | 2:2 (4:3 i. E.) | Espanyol Barcelona | 1:1      | 1:1       |

### Viertelfinale
Die Hinspiele wurden am 23. Januar 2008 und die Rückspiele am 30. Januar 2008 ausgetragen.
|                  | Gesamt    |                 | Hinspiel | Rückspiel |
| ---------------- | --------- | --------------- | -------- | --------- |
| FC Villarreal    | 0:1       | FC Barcelona    | 0:0      | 0:1       |
| FC Valencia      | (a)3:3(a) | Atlético Madrid | 1:0      | 2:3       |
| FC Getafe        | (a)2:2(a) | RCD Mallorca    | 1:0      | 1:2       |
| Racing Santander | 5:3       | Athletic Bilbao | 2:0      | 3:3       |

### Halbfinale
Die Hinspiele des Halbfinales wurden am 27./28. Februar 2008r und die Rückspiele am 19./20. März 2008 ausgetragen.
|              | Gesamt |                  | Hinspiel | Rückspiel |
| ------------ | ------ | ---------------- | -------- | --------- |
| FC Barcelona | 3:4    | FC Valencia      | 1:1      | 2:3       |
| FC Getafe    | 4:1    | Racing Santander | 3:1      | 1:1       |

### Finale
| FC Valencia                                         | FC Valencia | FC Getafe | FC Getafe |
| --------------------------------------------------- | --- | --- | --------- |
| FC Valencia                                         | \| 16. April 2008 in Madrid (Estadio Vicente Calderón) \| \| Ergebnis: 3:1 (2:1) \| \| Zuschauer: 55.000 \| \| Schiedsrichter: Alberto Undiano Mallenco \|                                                                                                | \| 16. April 2008 in Madrid (Estadio Vicente Calderón) \| \| Ergebnis: 3:1 (2:1) \| \| Zuschauer: 55.000 \| \| Schiedsrichter: Alberto Undiano Mallenco \| | FC Getafe |
| FC Valencia                                         | Timo Hildebrand – Miguel, Raúl Albiol (57. Marco Caneira), Alexis, Emiliano Moretti (67. Edu) – David Silva, Rubén Baraja , Carlos Marchena, Juan Mata – Javier Arizmendi, David Villa (74. Fernando Morientes) Cheftrainer: Ronald Koeman ( Niederlande) | Óscar Ustari – David Cortés, Manuel Tena (76. Braulio Nóbrega), Cata Díaz, Lucas Licht – Cosmin Contra (55. Pablo Hernández), Javier Casquero (64. Fabio Celestini), Rubén de la Red, Esteban Granero – Juan Albín, Manuel del Moral Cheftrainer: Michael Laudrup ( Dänemark) | FC Getafe |
| FC Valencia                                         | 1:0 Juan Mata (4.) 2:0 Alexis (11.) 3:1 Fernando Morientes (84.) | 2:1 Esteban Granero (45., Elfmeter) | FC Getafe |
| FC Valencia                                         | Miguel (22.), Alexis Ruano Delgado (38.), Juan Mata (45.), Carlos Marchena (67.) | Lucas Matías Licht (31.), Esteban Granero (32.), Francisco Javier Casquero (42.), Daniel Alberto Díaz (82.) | FC Getafe |
| FC Valencia                                         | Fabio Celestini (89.) | | FC Getafe |
| 16. April 2008 in Madrid (Estadio Vicente Calderón) | | |           |
| Ergebnis: 3:1 (2:1)                                 | | |           |
| Zuschauer: 55.000                                   | | |           |
| Schiedsrichter: Alberto Undiano Mallenco            | | |           |